# Impatiens meruensis
Impatiens meruensis är en balsaminväxtart. Impatiens meruensis ingår i släktet balsaminer, och familjen balsaminväxter.

## Underarter
Arten delas in i följande underarter:
- I. m. cruciata
- I. m. meruensis
- I. m. septentrionalis